# CBOFT-DT
CBOFT-DT (qui s'identifie en ondes sous le nom de ICI Ottawa-Gatineau) est une station de télévision ontarienne de langue française située à Ottawa détenue par la Société Radio-Canada et faisant partie du réseau de ICI Radio-Canada Télé. Elle diffuse du sommet du Camp Fortune et dessert les Franco-Ontariens dans la région d'Ottawa et l'est de l'Ontario, et les Québécois de la région de l'Outaouais.
Localement, Le Téléjournal Ottawa-Gatineau est produit tous les soirs à 18 h.

## Histoire
Entrée en ondes le 24 juin 1955, elle devient la deuxième chaîne francophone du réseau appartenant à la Société. Au cours des deux années précédentes, CBOT (CBC Ottawa) diffusait les émissions en anglais et en français. Entre mars 1977 lors de la fermeture de CFVO-TV (station déficitaire affiliée au réseau TVA) et le lancement de CHOT-TV en octobre 1978, CBOFT diffusait quelques émissions du réseau TVA.
En raison de restrictions budgétaires annoncées en décembre 1990, la Société Radio-Canada a mis fin aux opérations locales de CBLFT Toronto et CBEFT Windsor. Les deux stations deviennent alors des semi-satellites de CBOFT. Un bulletin de nouvelles distinct pour Toronto était produit à partir des studios d'Ottawa. Au mois d'avril 2010, la Société Radio-Canada a obtenu l'autorisation du CRTC de reconvertir CBLFT en station locale, et l'antenne diffuse, entre autres, "Le Téléjournal Ontario" chaque soir à 18 h.

## Télévision numérique terrestre et haute définition
Un signal numérique haute définition de transition a été mis en ondes le 30 septembre 2006 au canal 22 (virtuel 9.1).
Lors de l'arrêt de la télévision analogique et la conversion au numérique qui a eu lieu le 1er septembre 2011, CBOFT a mis fin à la diffusion en mode analogique du canal 9 à minuit et la diffusion en numérique a été déplacée du UHF 22 au VHF 9 quelques minutes plus tard.
À la suite de problèmes de réception, CBOFT a obtenu l'autorisation le 5 avril 2012 de passer du VHF au UHF au canal 33. Le signal au canal 33 est fonctionnel depuis le début juin 2013, affichant temporairement le canal virtuel 9.2.

## Antennes
En avril 2012, à la suite des compressions budgétaires, Radio-Canada a annoncé la fermeture des réémetteurs analogiques situés à Chapeau, Rapides-des-Joachims et Notre-Dame-du-Laus dès le 31 juillet 2012. L'émetteur numérique de Gatineau-Ottawa reste en fonction.